# Ciclismo ai Giochi della XXVIII Olimpiade

## Podi

### Uomini
| Evento                              | Oro                                                               | Prestazione | Argento                                                               | Prestazione | Bronzo                                                          | Prestazione |
| Ciclismo su strada                  |                                                                   |             |                                                                       |             |                                                                 |             |
| Corsa in linea (dettagli)           | Paolo Bettini                                                     | 5h41′44″    | Sérgio Paulinho                                                       | a 1″        | Axel Merckx                                                     | a 8″        |
| Corsa a cronometro (dettagli)       | Vjačeslav Ekimov                                                  | 57'50"      | Bobby Julich                                                          | a 8"        | Michael Rogers                                                  | a 11"       |
| Ciclismo su pista                   |                                                                   |             |                                                                       |             |                                                                 |             |
| Inseguimento individuale (dettagli) | Bradley Wiggins                                                   | 4'16"304    | Bradley McGee                                                         | 4'20"436    | Sergi Escobar                                                   | 4'17"947    |
| Inseguimento a squadre (dettagli)   | Australia Graeme Brown Brett Lancaster Bradley McGee Luke Roberts | 3'58"233    | Gran Bretagna Steven Cummings Rob Hayles Paul Manning Bradley Wiggins | 4'01"760    | Spagna Carlos Castaño Sergi Escobar Asier Maeztu Carlos Torrent | 4'05"523    |
| Velocità (dettagli)                 | Ryan Bayley                                                       |             | Theo Bos                                                              |             | René Wolff                                                      |             |
| Velocità a squadre (dettagli)       | Germania Jens Fiedler Stefan Nimke René Wolff                     | 43"980      | Giappone Toshiaki Fushimi Masaki Inoue Tomohiro Nagatsuka             | 44"246      | Francia Mickaël Bourgain Laurent Gané Arnaud Tournant           | 44"359      |
| Km da fermo (dettagli)              | Chris Hoy                                                         | 1'00"711    | Arnaud Tournant                                                       | 1'00"896    | Stefan Nimke                                                    | 1'01"186    |
| Corsa a punti (dettagli)            | Michail Ignat'ev                                                  | 93          | Joan Llaneras                                                         | 82          | Guido Fulst                                                     | 79          |
| Keirin (dettagli)                   | Ryan Bayley                                                       |             | José Antonio Escuredo                                                 |             | Shane Kelly                                                     |             |
| Madison (dettagli)                  | Australia Graeme Brown Stuart O'Grady                             | 22          | Svizzera Franco Marvulli Bruno Risi                                   | 15          | Regno Unito Rob Hayles Bradley Wiggins                          | 12          |
| Mountain bike                       |                                                                   |             |                                                                       |             |                                                                 |             |
| Cross country (dettagli)            | Julien Absalon                                                    | 2h15'02"    | José Antonio Hermida                                                  | 2h16'02"    | Bart Brentjens                                                  | 2h17'05"    |

### Donne
| Evento                              | Oro                  | Prestazione | Argento              | Prestazione | Bronzo               | Prestazione |
| Ciclismo su strada                  |                      |             |                      |             |                      |             |
| Corsa in linea (dettagli)           | Sara Carrigan        | 3h24′24″    | Judith Arndt         | a 7"        | Ol'ga Sljusareva     | a 29"       |
| Corsa a cronometro (dettagli)       | Leontien van Moorsel | 31′11″      | Deirdre Demet-Barry  | a 24″       | Karin Thürig         | a 43″       |
| Ciclismo su pista                   |                      |             |                      |             |                      |             |
| Inseguimento individuale (dettagli) | Sarah Ulmer          | 3'24"537    | Katie Mactier        | 3'27"650    | Leontien van Moorsel | 3'27"037    |
| Velocità (dettagli)                 | Lori-Ann Muenzer     |             | Tamilla Abasova      |             | Anna Meares          |             |
| 500m da fermo (dettagli)            | Anna Meares          | 33"952      | Jiang Yonghua        | 34"112      | Natallja Cylinskaja  | 34"167      |
| Corsa a punti (dettagli)            | Ol'ga Sljusareva     | 20          | Belem Guerrero       | 14          | María Luisa Calle    | 12          |
| Mountain bike                       |                      |             |                      |             |                      |             |
| Cross country (dettagli)            | Gunn-Rita Dahle      | 1h56'51"    | Marie-Hélène Prémont | a 29"       | Sabine Spitz         | a 2'30"     |

## Medagliere
| Pos.   | Paese         | Oro | Argento | Bronzo | Totale |
| ------ | ------------- | --- | ------- | ------ | ------ |
| 1      | Australia     | 6   | 2       | 3      | 11     |
| 2      | Russia        | 3   | 1       | 1      | 5      |
| 3      | Gran Bretagna | 2   | 1       | 1      | 4      |
| 4      | Germania      | 1   | 1       | 4      | 6      |
| 5      | Paesi Bassi   | 1   | 1       | 2      | 4      |
| 6      | Francia       | 1   | 1       | 1      | 3      |
| 7      | Canada        | 1   | 1       | 0      | 2      |
| 8      | Italia        | 1   | 0       | 0      | 1      |
| 8      | Norvegia      | 1   | 0       | 0      | 1      |
| 8      | Nuova Zelanda | 1   | 0       | 0      | 1      |
| 11     | Spagna        | 0   | 3       | 2      | 5      |
| 12     | Stati Uniti   | 0   | 2       | 0      | 2      |
| 13     | Svizzera      | 0   | 1       | 1      | 2      |
| 14     | Cina          | 0   | 1       | 0      | 1      |
| 14     | Giappone      | 0   | 1       | 0      | 1      |
| 14     | Messico       | 0   | 1       | 0      | 1      |
| 14     | Portogallo    | 0   | 1       | 0      | 1      |
| 18     | Belgio        | 0   | 0       | 1      | 1      |
| 18     | Bielorussia   | 0   | 0       | 1      | 1      |
| 18     | Colombia      | 0   | 0       | 1      | 1      |
| Totale | Totale        | 18  | 18      | 18     | 54     |